# Білозірська сільська рада (Черкаський район)
Білозі́рська сільська́ ра́да — адміністративно-територіальна одиниця та орган місцевого самоврядування в Черкаському районі Черкаської області. Адміністративний центр — село Білозір'я.

## Загальні відомості
- Населення ради: 8 524 особи (станом на 2001 рік)

## Населені пункти
Сільській раді підпорядковані населені пункти:
- с. Білозір'я
- с-ще Баси

## Склад ради
Рада складається з 32 депутатів та голови.
- Голова ради: Міцук Володимир Павлович
- Секретар ради: Лютий Роман Віталійович

### Керівний склад попередніх скликань
| Прізвище, ім'я, по батькові | Основні відомості                                                                          | Дата обрання | Дата звільнення |
| --------------------------- | ------------------------------------------------------------------------------------------ | ------------ | --------------- |
| Ковтун Станіслав Іванович   | Сільський голова, 1951 року народження, безпартійний                                       | 26.03.2006   | 31.10.2010      |
| Міцук Володимир Павлович    | Сільський голова, 1961 року народження, освіта вища, член політичної партії «Наша Україна» | 31.10.2010   |                 |

Примітка: таблиця складена за даними сайту Верховної Ради України

### Депутати
За результатами місцевих виборів 2010 року депутатами ради стали:

#### За суб'єктами висування
| Суб'єкт висування                                       | Кількість обраних депутатів | %    |
| ------------------------------------------------------- | --------------------------- | ---- |
| Самовисування                                           | 20                          | 62,5 |
| Партія регіонів                                         | 10                          | 31,3 |
| Політична партія Всеукраїнське об'єднання «Батьківщина» | 2                           | 6,3  |

#### За округами
| № округу                                                | Прізвище, ім'я, по батькові       | Дата визнання обраним | Освіта             | Партійна приналежність                        | Відомості про обраного депутата                                                               |
| ------------------------------------------------------- | --------------------------------- | --------------------- | ------------------ | --------------------------------------------- | --------------------------------------------------------------------------------------------- |
| Партія регіонів                                         |                                   |                       |                    |                                               |                                                                                               |
| 7                                                       | Половинка Олександр Володимирович | 04.11.2010            | середня спеціальна | позапартійний                                 | Білозірська сільська рада, землевпорядник                                                     |
| 9                                                       | Уперенко Надія Василівна          | 04.11.2010            | вища               | член Партії регіонів                          | Білозірська загальноосвітня школа І-ІІІ ст., вчитель української мови та літератури           |
| 12                                                      | Кузьменко Петро Іванович          | 04.11.2010            | середня спеціальна | член Партії регіонів                          | Червонослобідська ДЕГГ ТОВ «Черкаси газ», майстер                                             |
| 18                                                      | Войтко Вячеслав Миколайович       | 04.11.2010            | вища               | член Партії регіонів                          | СТОВ «Свант», директор                                                                        |
| 20                                                      | Гречка Тетяна Павлівна            | 04.11.2010            | вища               | член Партії регіонів                          | ТОВ «Черлис», сезонний працівник                                                              |
| 24                                                      | Думанецька Любов Василівна        | 04.11.2010            | середня спеціальна | член Партії регіонів                          | Білозірський дошкільний навчальний заклад «Червона шапочка», завідувач                        |
| 26                                                      | Зіновкіна Тетяна Олексіївна       | 04.11.2010            | незакінчена вища   | член Партії регіонів                          | Білозірський сільський центр соціальних служб для сім'ї, дітей та молоді, директор            |
| 27                                                      | Половинка Людмила Олександрівна   | 04.11.2010            | вища               | член Партії регіонів                          | Білозірська загальноосвітня школа І-ІІ ст., вчитель історії та правознавства                  |
| 28                                                      | Ротань Любов Вікторівна           | 04.11.2010            | вища               | член Партії регіонів                          | Білозірська загальноосвітня школа І-ІІІ ст., вчитель початкових класів                        |
| 30                                                      | Дзюбан Наталія Андріївна          | 04.11.2010            | вища               | член Партії регіонів                          | Білозірська сільська рада, головний бухгалтер                                                 |
| Політична партія Всеукраїнське об'єднання «Батьківщина» |                                   |                       |                    |                                               |                                                                                               |
| 6                                                       | Черненко Олександр Михайлович     | 04.11.2010            | середня спеціальна | член Всеукраїнського об'єднання «Батьківщина» | Білозірська дільнична лікарня, водій швидкої допомоги                                         |
| 17                                                      | Горелишев Віктор Васильович       | 04.11.2010            | середня спеціальна | член Всеукраїнського об'єднання «Батьківщина» | приватний підприємець                                                                         |
| Самовисування                                           |                                   |                       |                    |                                               |                                                                                               |
| 1                                                       | Половинка Валентина Петрівна      | 04.11.2010            | середня спеціальна | член Політичної партії «Наша Україна»         | Черкаська обласна організація партії «Наша Україна», заступник керівника виконавчого комітету |
| 2                                                       | Половинка Анатолій Миколайович    | 04.11.2010            | середня            | позапартійний                                 | пенсіонер                                                                                     |
| 3                                                       | Горбенко Олександр Миколайович    | 04.11.2010            | середня            | позапартійний                                 | приватний підприємець                                                                         |
| 4                                                       | Бас Оксана Євгеніївна             | 04.11.2010            | середня спеціальна | позапартійна                                  | Білозірське відділення Приватбанку, керівник                                                  |
| 5                                                       | Міцук Валентина Олександрівна     | 04.11.2010            | вища               | член Політичної партії «Наша Україна»         | приватний підприємець                                                                         |
| 8                                                       | Загранічна Світлана Миколаївна    | 04.11.2010            | вища               | позапартійна                                  | Смілянський дошкільний навчальний заклад № 23, вихователь                                     |
| 10                                                      | Ковтун Тетяна Петрівна            | 04.11.2010            | вища               | позапартійна                                  | Білозірська загальноосвітня школа І-ІІІ ст., вчитель історії та правознавства                 |
| 11                                                      | Лопушан Людмила Володимирівна     | 04.11.2010            | вища               | позапартійна                                  | приватний підприємець                                                                         |
| 13                                                      | Клочко Володимир Андрійович       | 04.11.2010            | середня спеціальна | позапартійний                                 | ТОВ «Черлиз», заступник по виробництву                                                        |
| 14                                                      | Варакін Сергій Анатолійович       | 04.11.2010            | вища               | позапартійний                                 | тимчасово не працює                                                                           |
| 15                                                      | Бас Іван Вікторович               | 04.11.2010            | вища               | позапартійний                                 | Закревське лісництво, лісничий                                                                |
| 16                                                      | Портнова Надія Анатоліївна        | 04.11.2010            | середня            | позапартійна                                  | пенсіонер                                                                                     |
| 19                                                      | Діброва Тетяна Миколаївна         | 19.01.2015            | вища               | позапартійна                                  | Білозірська сільська рада, секретар-друкарка                                                  |
| 21                                                      | Ромащенко Віталій Васильович      | 04.11.2010            | вища               | позапартійний                                 | тимчасово не працює                                                                           |
| 22                                                      | Люта Наталя Олександрівна         | 04.11.2010            | вища               | позапартійна                                  | Білозірська загальноосвітня школа І-ІІІ ст., вчитель української мови та літератури           |
| 23                                                      | Лютий Роман Віталійович           | 04.11.2010            | вища               | позапартійний                                 | Білозірська загальноосвітня школа І-ІІІ ст., вчитель української мови та літератури           |
| 25                                                      | Дядюша Олена Петрівна             | 04.11.2010            | середня спеціальна | позапартійна                                  | Білозірська сільська рада, касир                                                              |
| 29                                                      | Демиденко Ганна Василівна         | 04.11.2010            | вища               | позапартійна                                  | Фірма «Райз», менеджер                                                                        |
| 31                                                      | Діброва Сергій Миколайович        | 04.11.2010            | середня спеціальна | позапартійний                                 | приватний підприємець                                                                         |
| 32                                                      | Чубенко Микола Михайлович         | 04.11.2010            | середня спеціальна | позапартійний                                 | пенсіонер                                                                                     |